# Mary Doran

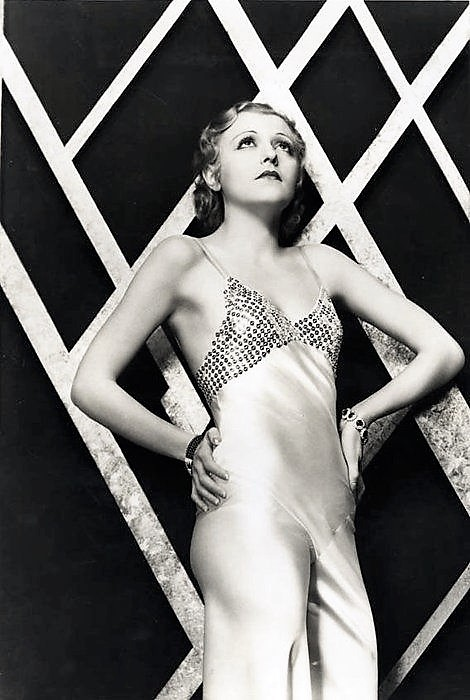
Mary Doran (1932)

Mary Doran (* 8. September 1910 in New York City, New York; † 6. September 1995 ebenda) war eine US-amerikanische Schauspielerin. In ihrer nur acht Jahre andauernden Filmkarriere wirkte sie in mehr als 50 Filmen mit.

## Leben
Mary Doran wuchs in ihrer Heimatstadt New York auf. Sie studierte an der Columbia University und plante eine Laufbahn als Lehrerin, ehe sie durch ihr Talent beim Stepptanz Mitglied der Ziegfeld Follies wurde. Dort wurde Doran 1928 von Metro-Goldwyn-Mayer entdeckt und unter Vertrag genommen. Ihr Debüt als Schauspielerin kam noch im selben Jahr im Stummfilm Half a Bride. Die erste Hauptrolle folgte 1930 in der Komödie Remote Control.
In den folgenden Jahren trat Doran in mehr als 50 Filmen auf, darunter in The Broadway Melody, Die Frau für alle oder Filmverrückt. 1936 beendete sie jedoch nach nur acht Karrierejahren ihre Laufbahn als Schauspielerin.
Mary Doran war zweimal verheiratet: Von 1932 bis zur Scheidung im Jahr 1937 mit dem Journalisten Joe Sherman und von 1937 bis zu ihrem Tod mit Kurtis Reed. Doran lebte weiterhin in ihrer Heimatstadt New York, wo sie am 6. September, zwei Tage vor ihrem 85. Geburtstag, starb. Dorans genaue Grabstätte ist unbekannt. Ihr Name wird zwar auf dem Grab ihres 2001 verstorbenen Mannes auf dem Ferncliff Cemetery im Westchester County genannt, sie ist jedoch laut Angaben der Friedhofsverwaltung nicht dort bestattet.

## Filmografie (Auswahl)
- 1928: Half a Bride
- 1929: Their Own Desire
- 1929: The Broadway Melody
- 1929: The Trial of Mary Dugan
- 1930: They Learned About Women
- 1930: Die Frau für alle (The Divorcee)
- 1930: Das Strafgesetzbuch (The Criminal Code)
- 1930: The Sins of the Children
- 1930: Remote Control
- 1932: Union Depot
- 1932: Ridin’ for Justice
- 1932: Beauty and the Boss
- 1932: The Silver Lining
- 1932: Three on a Match
- 1932: The Strange Love of Molly Louvain
- 1932: Miss Pinkerton
- 1932: Filmverrückt (Movie Crazy)
- 1933: Ein charmanter Schwindler (Hard to Handle)
- 1933: Eine Frau vergisst nicht (Only Yesterday)
- 1935: Murder in the Fleet
- 1935: Tolle Marietta (Naughty Marietta)
- 1936: The Border Patrolman